# Lexxxus
Lionel Dors (Amsterdam, 14 juni 1985), bekend onder zijn artiestennaam Lexxxus, is een Nederlands rapper en influencer.

## Biografie
Lexxxus werd geboren in Amsterdam-Zuidoost uit Surinaamse ouders. Zijn vader was een succesvol vastgoedondernemer. Op 14-jarige leeftijd begon hij rebels gedrag te vertonen om in opstand te komen tegen zijn vader. Zo reed hij rond in de Lexus van zijn moeder. Hier is ook zijn artiestennaam door ontstaan. In 2006 begon Lexxxus muziek te maken. Hij verscheen onder andere in 2006 op het album Monopoly. Na enkele nummers en de ep Vietnamsterdam te hebben uitgebracht maakt Lexxxus enkele mediaoptredens. Zo speelde hij voor omroep BNN Sinterklaas in de Bijlmermeer. Ook had hij zijn eigen internetserie: "De Lexxxus Show". Daarnaast was Lexxxus in 2010 te gast bij muziekprogramma 101barz, waar hij samen met Kleine Viezerik een sessie deed.
Op 9 augustus 2009 is Lexxxus door een tot op het heden onbekende schutter neergeschoten op het jaarlijkse Kwaku Summer Festival in Amsterdam. Na het schietincident is Lexxxus in het Academisch Medisch Centrum opgenomen met schampwonden.
In maart 2015 werd Lexxxus veroordeeld tot een voorwaardelijke werkstraf van 80 uur. Op Twitter loofde Lexxxus 1000 euro uit om een man in elkaar te slaan waarvan Lexxxus vermoedde dat dit een pedofiel was. Hierbij deelde hij de locatie van de vermeende pedofiel, die daar niet bleek te wonen. Op 21 mei 2019 werden de woning en auto van Lexxxus in Diemen beschoten. Hierbij vielen geen gewonden. De tot nu toe onbekende dader is voortvluchtig. Lexxxus is vaker betrokken geweest bij geweldsdelicten, maar laat zich in recentere jaren van zijn positieve kant zien. In hetzelfde jaar bekeerde hij zich tot de Islam.
Anno 2020 maakt Lexxxus zelden muziek. In 2018 bracht hij in samenwerking met rapper Ali B het nummer "Waar praten we over" uit. Lexxxus is influencer en heeft op Instagram ruim 253.000 volgers.